# Eva M. Paar

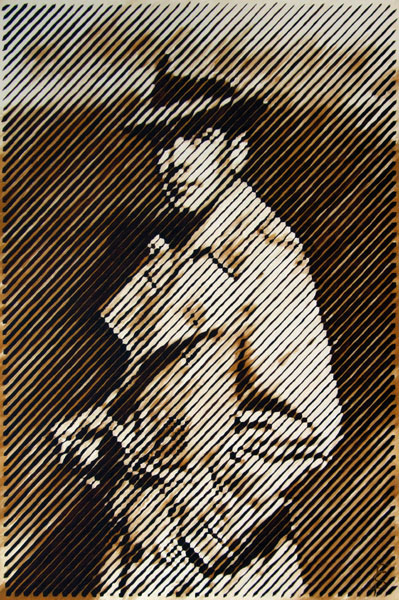
Eva M. Paar: Undertow, olej na plátně, 2007

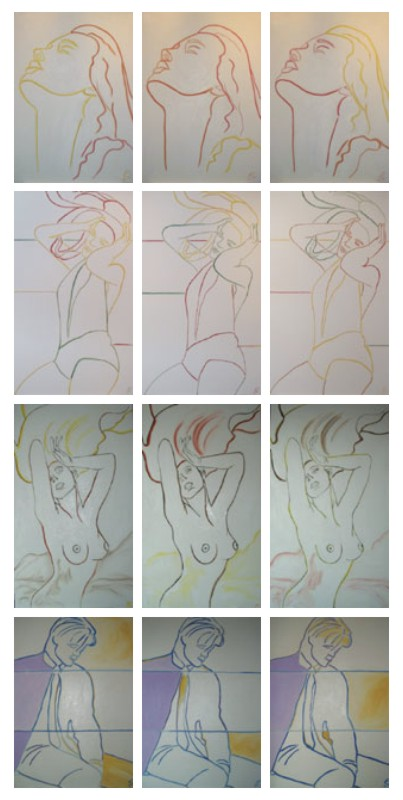
Eva M. Paar: Zwölf Jahreszeiten, 2004-5

Eva Maria Paar (16. srpna 1977 Zell am See u Salcburku, Rakousko) je rakouská umělkyně, malířka a fotografka.

## Život
Narodila se v roce 1977 v rakouském Zell am See u Salcburku. V současné době žije a pracuje v Linci. Po uzdravení z roztroušené sklerózy v roce 2001, začala věnovat svou energii tvorbě olejomaleb a klasické fotografii. Často vystavuje v různých zemích a kontinentech, ale zachovává si silnou náklonnost k domovskému Salcbursku.

## Práce
Zachycuje lidi a abstraktní postavy v rastru křivek, které se liší hustotou a šířkou. Kontury a odstíny jim dávají realistický a plastický efekt. Ještě realističtější pohled se naskytne z větší vzdálenosti.
Nechává se inspirovat obdobím druhé poloviny 20. století. Podle ikon šedesátých let zachycuje současné modely až po sociální témata, které představuje v dramatických scénách.

## Výstavy (výběr)
- 2010/11 Primo Piano LivinGallery - Cuore Pop / Lecce (Itálie)
- 2010/10 Art fair - Art & Living Rotterdam (Nizozemsko)
- 2010/10 Primo Piano LivinGallery - Hidden Faces/ Lecce (Itálie)
- 2010/09 4th Beijing International Art Biennale (Čína)
- 2010/07 Artists’ Heaven Gallery / Ft Lauderdale, Florida (USA)
- 2010/03 North Charleston City Gallery (USA)
- 2010/01 Arthouse Co-op (USA)
- 2009/11 Art fair Salcburk (Rakousko)
- 2009/10 Gallery Boehner / Mannheim (Německo)
- 2009/07 APW Gallery / NY (USA)
- 2009/06 Artists’ Heaven Gallery / Ft Lauderdale, Florida (USA)
- 2009/03 Bridge Art Fair NY 2009 (USA)
- 2009/01 Gallery M Beck / Homburg (Německo)
- 2008/10 Parkdale Gallery - Solo exhibition / Ottawa (Kanada)
- 2008/07 Gallery Gora / Montreal (Kanada)
- 2008/02 ArtExpo NY (USA), represented by Gallery artodrome (Německo)
- 2008/02 Art fair Osnabrück (Německo)
- 2007/11 Gallery Artodrome / Forchheim, near Nuremberg (Německo)
- 2007/11 Art fair Salcburk (Rakousko)
- 2007/09 Gallery Boehner / Mannheim (Německo)
- 2007/07 33 Collective Gallery / Chicago (USA), self-portrait exhibition
- 2007/05 Infusion Gallery / Los Angeles (USA)
- 2007/04 Timesigns 2007 / Filderstadt (Německo)
- 2006/12 "Kunst Forum International" / Meisterschwanden (Switzerland), "small formats" exhibition
- 2006/11 Art fair Salzburg 2006 (Austria), represented by Gallery Boehner
- 2006/08 Art Domain Gallery / Leipzig (Německo), 5th "Palm award exhibition"
- 2006/07 "Gallery of the Middle" / Linz (Austria), solo exhibition "Romantic Reduction"
- 2006/06 "Kunst Forum International" / Meisterschwanden (Switzerland), "Seetal 2006 contest" participation
- 2006/05 Folklore House / Ried im Innkreis (Austria), community exhibition "OOEKB"
- 2006/04 Art fair "Akzenta" Graz (Austria), represented by Gallery Boehner
- 2005/11 Art fair Salzburg 2005 (Austria), represented by Gallery Boehner

## Ocenění, katalogy
- 2010 Selected as one of three Austrian artist for the 4th Beijing International Art Biennale
- 2009 Printed in "Best of Artists Worldwide – Volume I book series", Best of Artists & Artisans (BOAA) and Kennedy Publishing (USA)
- 2008 Art auction "Kiwanis Klub zu Bad Ischl" / Bad Ischl (AT)
- 2008 Printed in "Who's Who in Visual Art 2008-2009", Art Domain Whois Verlag (Německo)
- 2008 2nd Art prize – Timesigns 2008 / Filderstadt (Německo)